# К-фактор сырой нефти
K-фактор, или характеризующий фактор — систематический способ классификации сырой нефти по ее парафиновой, нафтеновой, промежуточной или ароматической природе. Значения 12,5 или выше обозначают сырую нефть с преимущественно парафиновыми составляющими, в то время как 10 или ниже обозначают сырую нефть с более ароматической природой. Коэффициент К также называется коэффициентом К UOP или просто UOPK.
Характеризующий фактор, Кх представляет собой параметр, определяющий химическую природу и степень парафинистости нефтепродукта:
                                  3_________
                      1,216 √ Ткип/(Рr1515),
где:
- Ткип — средняя мольная температура кипения, К;
- Р — давление насыщенного пара, Па;
- r1515 — относительная плотность.

Средние значения характеризующего фактора для различных углеводородов и нефтепродуктов:
- алканы С3 и выше — 12,5—13,0;
- арены — 9,8;
- полиарены — 8,5—9,1;
- циклоалканы — 9,5—11,5;
- продукты крекинга — 10,0—11,0.

## Внешние ссылки
- Расчет трения фитингов
- Расчет потерь на трение в трубе